# Gnamptogenys bicolor
Gnamptogenys bicolor is een mierensoort uit de onderfamilie van de Ectatomminae. De wetenschappelijke naam van de soort is voor het eerst geldig gepubliceerd in 1889 door Emery.